# Тензор Баха
Тензор Баха — тензор ранга 2, що конформно інваріантен в розмірності n=4. В абстрактних індексах тензор Баха записується
{\displaystyle B_{ab}=P_{cd}{{{W_{a}}^{c}}_{b}}^{d}+\nabla ^{c}\nabla _{a}P_{bc}-\nabla ^{c}\nabla _{c}P_{ab}}
де W — тензор Вейля, і P тензор Схаутена виражається через тензор Річчі {\displaystyle R_{ab}} і скалярну кривину R як
{\displaystyle P_{ab}={\frac {1}{n-2}}\left(R_{ab}-{\frac {R}{2(n-1)}}g_{ab}\right)}.